# Terremoto di Montefortino
Il terremoto delle Marche merididonali fu un avvenimento sismico del 1972 che interessò l'Italia, ed in particolare l'area meridionale delle Marche. 
Esso colpì il territorio montano e collinare della Provincia di Ascoli Piceno e della Provincia di Fermo, a ridosso dei Monti Sibillini (zona peraltro soggetta ad un'attività sismica sporadica). 
La scossa principale si verificò alle ore 17:03 (UTC+1) del 26 Novembre 1972. Ebbe una Magnitudo momento di 5,48 ± 0,11 MW, ed un'intensità di VIII grado Mercalli (MCS). L'epicentro fu individuato lungo la valle del fiume Aso, al confine fra i Comuni di Comunanza (AP) e Montefalcone Appennino (FM), e l'ipocentro fu localizzato ad 1 km di profondità. 

## Intensità
Caratterizzata da una Magnitudo momento pari a 5,48 ± 0,11 MW, la scossa principale ebbe una durata di circa venti secondi. Essa fu avvertita in tutte le Marche, nonché nelle altre Regioni dell'Italia centrale, in particolare in Toscana, in Umbria, nel Lazio - ivi compresa la capitale Roma - ed in Abruzzo.
Sulla base della storia sismica del territorio, si è trattato del secondo terremoto per energia liberata fra quelli verificatisi nell'attuale area della Provincia di Ascoli Piceno.
Rappresenta pertanto uno fra gli eventi sismici più significativi del territorio ascolano, secondo soltanto al terremoto che colpì Offida il 3 Ottobre 1943 (caratterizzato da una Magnitudo momento di 5,67 ± 0,08 MW).

## Danni
Il terremoto delle Marche meridionali, fortunatamente, non provocò vittime.
Ciononostante si verificarono lesioni e crolli di abitazioni e fabbricati, soprattutto nei Comuni di Comunanza (AP), Force (AP) e Montefalcone Appennino (FM), ossia i più vicini all'epicentro.
Il terremoto colpì inoltre i territori dei seguenti Comuni: Acquasanta Terme (AP), Amandola (FM), Arquata del Tronto (AP), Ascoli Piceno, Bolognola (MC), Gualdo (MC), Montefortino (FM), Montegallo (AP), Montelparo (FM), Montemonaco (AP), Monte San Martino (MC), Palmiano (AP), Penna San Giovanni (MC), Roccafluvione (AP), Rotella (AP), San Ginesio (MC), Santa Vittoria in Matenano (FM), Sarnano (MC), Smerillo (FM) e Venarotta (AP).
Ad Ascoli Piceno, per ragioni precauzionali, alcuni quartieri del centro storico vennero fatti evacuare, al pari del vecchio ospedale (edificio oggi ribattezzato "Polo Sant'Angelo Magno" e sede universitaria). Moltissimi degli sfollati trovarono nuove sistemazioni permanenti nell'allora neonato quartiere "Monticelli".

## Fatti di cronaca collegati al sisma
La scossa principale si verificò in una giornata di Domenica, pochi minuti dopo il fischio finale della partita di calcio Ascoli-Perugia, conclusa 2-1 per gli ascolani, valevole per il campionato di Serie B 1972-1973 e disputata allo Stadio Cino e Lillo Del Duca di Ascoli Piceno..